# Universidade Toyo
Universidade Toyo (東洋大学,Tōyō Daigaku) é uma universidade com vários campus no Japão, que estão situados em Bunkyō, Asaka, Kawagoe, e Itakura.

## Breve resumo
A Universidade Toyo é conhecida pelos seus estudos filosóficos no Japão. O departamento da filosofia Indiana tem estudiosos de primeira-classe. Essa universidade foi precedida por escola Shiritsu Tetsugakukan (私立哲学館), que foi fundada por Enryo Inoue no Templo Rinsho-in em 1887. Inoue reparou que na sua época a disciplina de filosofia era negligenciada no ensino superior japonês: "Quando se observa o mundo académico da nossa sociedade, é fácil de ver que a filosofia ocupa apenas uma parte dele, enquanto que nele predominam a ciência , a engenharia, a literatura, a história, o direito, a ciência politica e.t.c. Contudo, se alguém olhar para as raízes da sociedade académica, reconhecerá que é a filosofia que constitui o fundamento de cada ciência, categorizando-a e colocando-a no seu lugar."  Em 1906 a escola mudou para o presente local, e o seu nome foi alterado para Universidade Toyo. O lema da escola é, "A base de todo o conhecimento está na filosofia." 
Inicialmente foram disponibilizados cursos de filosofia, religião, ética, educação, japonês e chinês clássico, e com o tempo a escola continuou a expandir-se. Em 1949 houve uma grande restruturação da universidade, e foram estabelecidos os departamentos de Literatura, Economia, Direito, Sociologia, Engenharia e Gestão de empresas. Cada um destes departamentos tinha o programa de graduação. Os departamentos de Estudos de Desenvolvimento Regional e Ciências da Vida foram adicionados em Abril de 1997. A escola de direito foi criada em Abril de 2004. O campus de Kawagoe é a sede de um Bio-Nano Electronics Research Centre  que foi fundado em 2003 com o objetivo de estabelecer a " harmonia entre os extremófilos e nanotecnologia". Entre aqueles que fazem a investigação nesta instalação está o vencedor do Prémio Nobel Sir Harold W. Kroto. Hoje a Toyo Universidade consiste em dez colégios de graduação, uma faculdade de Direito de pós-graduação, nove faculdades de graduação, trinta e cinco departamentos, vários institutos de investigação e duas escolas filiadas de ensino médio, comportando mais do que 30000 estudantes. Katsu Kaishu contribuiu em grande medida para a universidade.
A Universidade Toyo tem produzido muitos letrados. Esta universidade também é conhecida pelo estudo literário japonês e estudo histórico japonês.

## Campi
- Hakusan Campus (5-28-20, Hakusan, Bunkyo-ku, Tóquio, Japão)
- Second Hakusan Campus (2-36-5, Hakusan, Bunkyo-ku, Tóquio, Japão)
- Asaka Campus (48-1, Oka, Asaka-shi, Saitama , Japão)
- Kawagoe Campus (2100, Kujirai, Kawagoe-shi, Saitama, Japão)
- Itakura Campus (1-1-1, Izumino, Itakura-machi, Ora-gun, Gunma, Japão)

## Alunos
- Ekai Kawaguchi
- Beiho Takashima
- Tetsu Sakaino
- Yutaka Nomi
- shunei suga
- Kokei Hayashi
- Zenzo Kasai
- Ango Sakaguchi
- Yasuo Uchida
- Yu Nagashima
- Hitoshi Ueki
- Masatomi Ohyoh
- Sasaki Kizen
- Ando Masazumi
- Chishu Ryu
- Matthew Brown
- Maaya Sakamoto
- Chafurin
- Kasai Zenzō
- Masahiko Nishimura
- Tatsuya Iwase
- Shinobu Fukuhara
- Chiharu Icho
- Yasuo Ikenaka
- Mashio Miyazaki
- Sambomaster
- Makoto Imaoka